# Earle Brown
Earle Brown (ur. 26 grudnia 1926 w Luneburg, zm. 2 lipca 2002 w Rye w stanie Nowy Jork) – amerykański kompozytor.

## Życiorys
W młodości uczył się gry na trąbce. Studiował matematykę i sztuki inżynieryjne na Northeastern University w Bostonie, przerwał jednak studia z powodu powołania do wojska podczas II wojny światowej i po demobilizacji nie powrócił już na uniwersytet. Początkowo uczył się prywatnie kompozycji u Roslyn Brogue-Henning. W latach 1946–1950 studiował w Schillinger House School of Music w Bostonie, następnie od 1950 do 1952 roku wykładał w Denver zasady Schillingerowskiej kompozycji i instrumentacji. Od 1952 do 1954 roku był członkiem Project for Music for Magnetic Tapes w Nowym Jorku, wspólnie z Johnem Cage’em i Davidem Tudorem organizując projekcje muzyki z taśmy magnetofonowej. W latach 50. uczestniczył w Międzynarodowych Letnich Kursach Nowej Muzyki w Darmstadcie. Współpracował także z wytwórnią Capitol Records, gdzie od 1955 do 1960 roku zatrudniony był jako inżynier dźwięku. W latach 1968–1973 był profesorem kompozycji w Peabody Institute w Baltimore. Gościnnie wykładał na Uniwersytecie Kalifornijskim w Berkeley, Uniwersytecie Stanu Nowy Jork w Buffalo, Uniwersytecie Yale oraz w Europie. Od 1960 roku był redaktorem serii płytowej Contemporary Sound Series, wydawanej przez nowojorską wytwórnię Time Records.

## Twórczość
Uznawany jest za jednego z najwybitniejszych twórców muzyki awangardowej. We wczesnych kompozycjach Browna widoczne jest zainteresowanie kompozytora technikami serializmu i punktualizmu. Od 1952 roku, zainspirowany dziełami Jacksona Pollocka i Alexandra Caldera zaczął stosować notację graficzną o charakterze otwartym, ograniczoną do punktów i kresek, pozostawiającą wykonawcom szerokie możliwości do własnej interpretacji, włącznie z możliwością wyboru początku i układu partytury. Skomponował m.in. Twenty-Five Pages na 1 do 25 fortepianów (1953), Four Systems na dowolną liczbę instrumentów (1954), Light Music na dźwięki elektroniczne, orkiestrę i elektryczne źródła światła (1961), Avaible Forms I na 18 instrumentów (1961), Avaible Forms II na orkiestrę i dwóch dyrygentów (1962), Modules I–III na orkiestrę (1966–1969), Sounder Rounds na orkiestrę (1982), kwartet smyczkowy (1965), Windsor Jambs na mezzosopran, flet, klarnet, fortepian, perkusję, skrzypce, altówkę i wiolonczelę (1980), Times Five na 5 instrumentów i taśmę (1963).